# Minganie
Minganie är en sekundärkommun (municipalité régionale de comté) i provinsen Québec i Kanada. Den ligger i regionen Côte-Nord, i den östra delen av landet, 1 000 km nordost om huvudstaden Ottawa.

## Primärkommuner
Minganie består av 8 primärkommuner och det primärkommunfria området Lac-Jérôme. Primärkommunerna är:
- Aguanish
- Baie-Johan-Beetz
- Havre-Saint-Pierre
- L'Île-d'Anticosti
- Longue-Pointe-de-Mingan
- Natashquan
- Rivière-au-Tonnerre
- Rivière-Saint-Jean